# Oksana Akinsjina
Oksana Aleksandrovna Akinsjina (russisk: Оксана Александровна Акиньшина; født 19. april 1987 i Leningrad i Sovjetunionen) er en russisk skuespillerinde mest kendt for sin hovedrolle i den svenske film Lilja 4-ever af Lukas Moodysson. 
Akinsjina begyndte sin skuespillerkarriere i en alder af 12 år. Hun blev opdaget af Sergej Bodrov jr., og fik sin filmdebut i den russiske film Siostry. Hendes anden film, Lilja 4-ever, førte til en nominering som bedste skuespillerinde til en svensk Guldbagge-pris. Hun fik også en nominering som bedste skuespillerinde under European Film Awards i 2002, men tabte prisen til de otte skuespillerinder i filmen 8 femmes.

## Filmografi
- 2006 – The Wolfhound af Nikolai Lebedev
- 2006 – Moscow Zero af María Lidón
- 2004 – Het Zuiden af Martin Koolhoven
- 2004 – The Bourne Supremacy af Paul Greengrass
- 2002 – Lilja 4-ever af Lukas Moodysson
- 2001 – Siostry af Sergej Bodrov jr.